# Hans-Jürgen Greil
Hans-Jürgen Greil es un deportista alemán que compitió para la RFA en ciclismo en la modalidad de pista, especialista en la prueba de tándem.
Ganó dos medallas en el Campeonato Mundial de Ciclismo en Pista, oro en 1984 y plata en 1988.

## Medallero internacional
| Campeonato Mundial | Campeonato Mundial | Campeonato Mundial | Campeonato Mundial |
| Año                | Lugar              | Medalla            | Competición        |
| ------------------ | ------------------ | ------------------ | ------------------ |
| 1984               | Barcelona (España) | Medalla de oro     | Tándem (A)         |
| 1988               | Gante (Bélgica)    | Medalla de plata   | Tándem (A)         |